# Ulica Muranowska w Warszawie

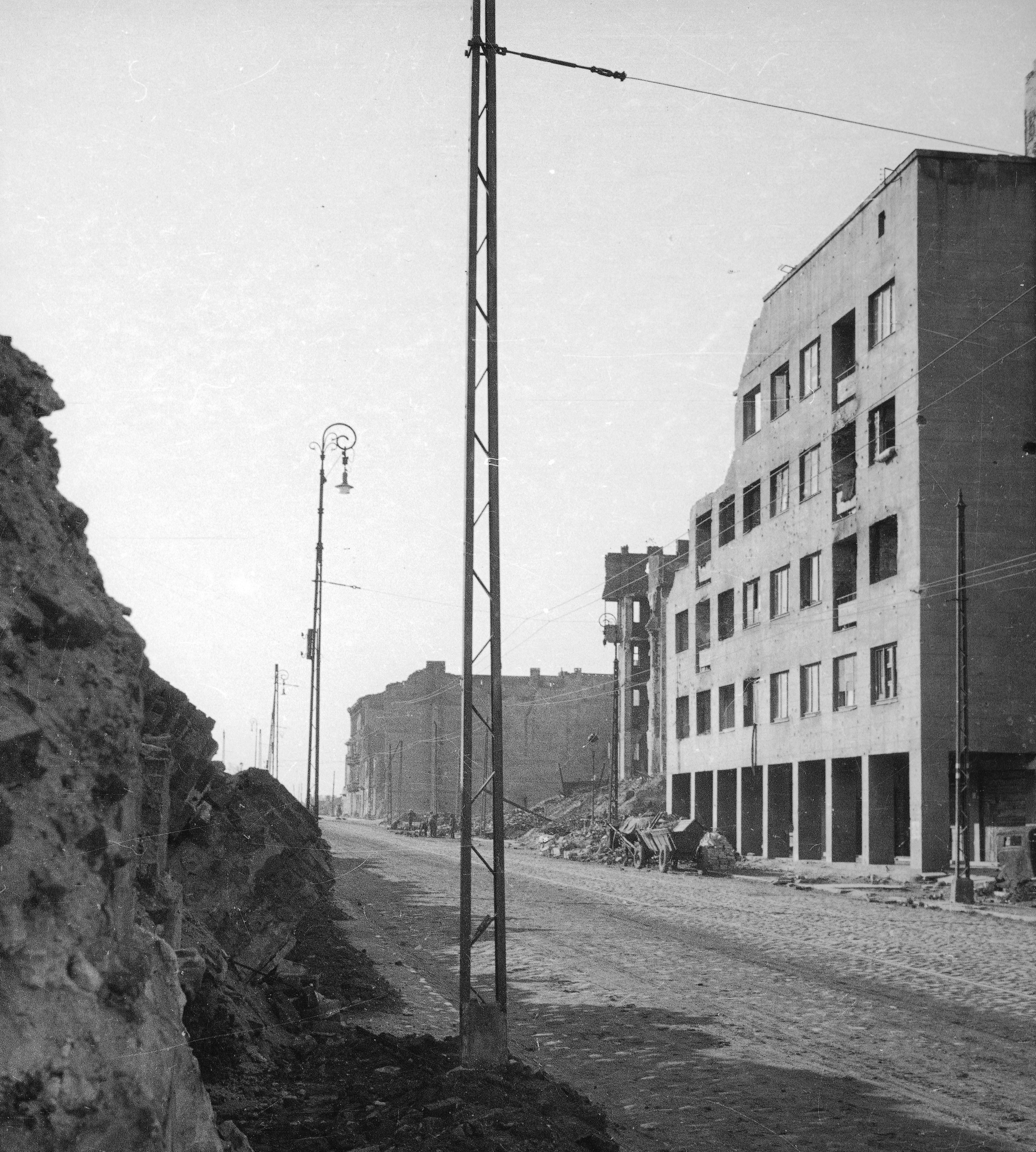
Ulica w 1945 roku, widok w kierunku placu Muranowskiego. Po prawej uszkodzona kamienica Chaima Kozena (nr 2)

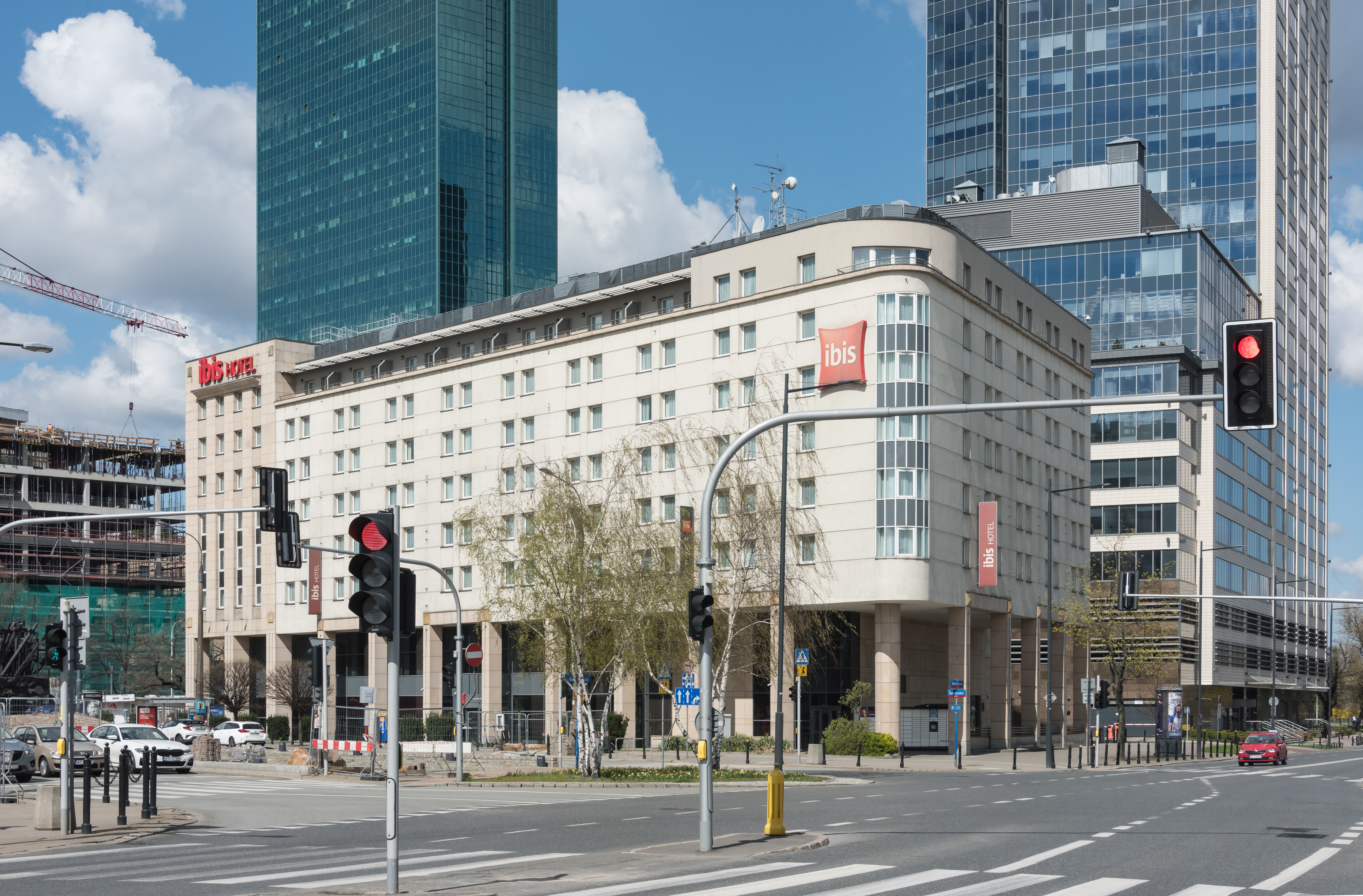
Północna pierzeja ulicy z hotelem Ibis wzniesionym w miejscu rozebranej kamienicy nr 2 (2021)

Ulica Muranowska – ulica w dzielnicy Śródmieście w Warszawie.

## Opis
Ulica jest dawną drogą narolną znajdującą się między rolą Parysowską i wygonem Nowej Warszawy. Później jej przebieg wyznaczyło położenie posesji Józefa Belottiego; prowadziła od ulicy Bonifraterskiej do wzniesionego przez Bellottiego pałacu Murano. Od XVI do XVIII wieku na południe od drogi znajdował się wąski pas gruntów jurydyki Parysów.
Ulica została wytyczona przed 1770 rokiem. Dochodziła wtedy do ulicy Dzikiej. Jej nazwa pochodzi od nazwy pałacu Murano i była również zapisywana jako Moranowska.
W II połowie XVIII wieku wzdłuż ulicy w kierunku zachodnim postępowała parcelacja gruntów. Pod koniec XVIII wieku znajdowało się przy niej m.in. 21 domów i dworków drewnianych, dwa domy murowane, browar i kuźnia. Na osi ulicy, u wylotu ulicy Nalewki, powstał plac Muranowski. Ulica stanowiła jego północną pierzeję.
Od ok. 1820 roku ulica była zamieszkana głównie przez ludność żydowską. Od lat 20. XIX wieku do II wojny światowej w kamienicach znajdujących się przy ulicy działało w różnych okresach kilkanaście żydowskich domów modlitwy.
W 1864 roku ulica została wybrukowana kamieniami polnymi. W II połowie XIX wieku została zabudowana kamienicami. W 1881 roku uruchomiono linię tramwaju konnego na odcinku od placu Muranowskiego, przez ulicę Muranowską i Dziką do placu Broni; przy pobliskiej ulicy Sierakowskiej powstała główna remiza (zajezdnia) tramwajowa „Muranów”. W 1908 roku ulicą pojechały pierwsze tramwaje elektryczne. Wraz z elektryfikacją tramwajów na ulicy wprowadzono oświetlenie elektryczne, wykorzystując do tego celu słupy trakcyjne.
Przed I wojną światową przy ulicy i placu Muranowskim, obok licznych sklepów i zakładów usługowych, działały także niewielkie fabryki, m.in. czekolady I. Rosenbluma, octu D.H. Niemietza, świec D. Frydmana i kotłów E. Kupferweissa oraz wiele hurtowni. Na ożywione życie gospodarcze w tej części miasta miało wpływ sąsiedztwo ulicy Nalewki, będącej w tamtym czasie największym warszawskim centrum handlu hurtowego i detalicznego. W kamienicy nr 12 od 1912 roku działała łaźnia Kąpiele Hignieniczne B-ci Bittner.
Zabudowa ulicy ucierpiała w czasie obrony Warszawy we wrześniu 1939 roku.
W listopadzie 1940 roku ulica w całości znalazła się w granicach warszawskiego getta. Na rogu ulicy Bonifraterskiej znajdowała się (do czerwca 1942 roku) jedna z bram dzielnicy zamkniętej. Ulicą kursowały gettowe linie tramwajowe „28“ i „29”, a od lutego 1941 roku jedyna linia uruchamiana w dzielnicy zamkniętej oznaczona Gwiazdą Dawida. W czerwcu 1942 roku z getta wyłączono obszar między ulicami: Bonifraterską, Muranowską, Pokorną i Żoliborską. Do opuszczonych przez ok. 7600 Żydów budynków wprowadzili się Polacy, a na tym odcinku ulicy wniesiono mur getta. Po wielkiej akcji deportacyjnej latem 1942 roku ulica znalazła się w tzw. getcie szczątkowym, w jego największej części nazywanej gettem centralnym.
Ulica i plac Muranowski były miejscem walk w pierwszych dniach powstania w getcie w kwietniu 1943 roku. Ta część dzielnicy zamkniętej była broniona przez żołnierzy Żydowskiego Związku Wojskowego (ŻZW), którego kwatera główna mieściła się w kamienicy nr 7/9. W niej był skoszarowany największy oddział żołnierzy ŻZW; kwaterowali oni także w sąsiednich domach początkowego odcinka ulicy. Kamienica nr 7/9 była połączona podziemnym tunelem, wykopanym pod ulicą przez żołnierzy ŻZW, ze znajdującą się naprzeciwko po stronie aryjskiej kamienicą nr 6; odbywał się nim m.in. transport broni do getta.
Większa część zabudowy ulicy znajdująca się w getcie została spalona w czasie powstania, a wypalone ruiny rozebrano w kolejnych miesiącach w ramach prowadzonej przez Niemców akcji niwelowania terenu dawnej dzielnicy zamkniętej. Do wywozu gruzu i złomu zbudowano tory kolejki wąskotorowej.
W sierpniu 1944 roku, w czasie powstania warszawskiego, ulica stanowiła łącznik między opanowaną przez powstańców częścią północnego Muranowa a kompleksem Szpitala św. Jana Bożego. Ocalały w 1943 roku zespół domów był wykorzystywany przez Polaków przed atakami na magazyny przy ulicy Stawki oraz na Dworzec Gdański. Po 11 sierpnia 1944 w tej części miasta walczyli głównie żołnierze ze zgrupowania „Radosław” (batalionu „Czata 49” i batalionu „Pięść”) oraz zgrupowania „Leśnik”. Wyloty ulic Pokornej i Przebieg przegrodzono barykadami zbudowanymi z wagoników kolejki wąskotorowej wypełnionych gruzem. 21 sierpnia 1944 roku powstańcy, ustępując pod naporem Niemców, wycofali się do reduty Szpitala św. Jana Bożego i na Stare Miasto. W czasie walk domy przy ulicy w większości zostały zniszczone; ocalała uszkodzona (utraciła dwie kondygnacje w partii narożnika) nowoczesna kamienica Chaima Kozena (nr 2), wybudowana w latach 1937–1938.
Po 1945 roku ulica została skrócona do nowo wybudowanej ulicy Nowomarszałkowskiej (późniejsza ulica Marcelego Nowotki, od 1990 roku ulica gen. Władysława Andersa) i zabudowana po stronie południowej. Zmieniono także przebieg jej zachowanego wschodniego odcinka (wcześniej ulica wybiegała prostopadle z ulicy Bonifraterskiej), poszerzając go jednocześnie do wielkości placu. W 1946 roku rozebrano wypalone kamienice. Znajdujące się na całej długości ulicy tory tramwajowe zostały zlikwidowane w 1953 roku. Kamienicę nr 2 zburzono na początku lat 70. XX wieku w związku z budową parkingu w pobliżu wieżowca Intraco; w jego miejscu powstał później hotel Ibis. W rezultacie z przedwojennej zabudowy ulicy nie zachował się żaden budynek.
W 1995 roku między jezdniami ulicy odsłonięto pomnik Poległym i Pomordowanym na Wschodzie.
W 2008 roku skwerowi z pomnikiem Poległym i Pomordowanych na Wschodzie, położonemu między jezdniami ulicy, nadano nazwę skwer Matki Sybiraczki.
Ulica stanowi część drogi powiatowej nr 5511W.

## Ważniejsze obiekty
- Pomnik Poległym i Pomordowanym na Wschodzie

## Obiekty nieistniejące
- Pałac Murano